# اسپیروس مارانگوس
اسپیروس مارانگوس (یونانی: Σπύρος Μαραγκός؛ زادهٔ ۲۰ فوریهٔ ۱۹۶۷) بازیکن سابق و مربی فوتبال اهل یونان است.
از باشگاه‌هایی که در آن بازی کرده‌است می‌توان به باشگاه فوتبال آپوئل، باشگاه فوتبال پاناتینایکوس، باشگاه فوتبال پائوک، باشگاه فوتبال اومانیا، و باشگاه فوتبال پانیونیوس اشاره کرد.
وی همچنین در تیم ملی فوتبال یونان بازی کرده‌است.